# Denis Caniza
Denis Ramón Caniza Acuña (* 29. August 1974 in Bella Vista Norte) ist ein ehemaliger paraguayischer Fußballspieler.
Er bestritt 100 Länderspiele für die paraguayische Fußballnationalmannschaft und nahm von 1998 bis 2010 an vier Fußball-Weltmeisterschaften teil.

## Vereinskarriere
Der Abwehrspieler verbrachte den Großteil seiner Karriere bei diversen paraguayischen und mexikanischen Vereinen. Bei seinem ersten Verein Club Olimpia aus Asunción gewann er in sechs Spielzeiten bis 1999 vier nationale Meisterschaften. Anschließend stand er von 1999 bis 2001 beim argentinischen CA Lanús unter Vertrag. Zwischen 2001 und 2012 spielte Caniza lange Zeit in Mexiko, bei insgesamt fünf verschiedenen Vereinen der ersten und zweiten mexikanischen Liga, darunter die Erstligisten Santos Laguna, CD Cruz Azul und Atlas Guadalajara. Zwischendurch kehrte er wieder in seine Heimat zurück und gewann mit Nacional Asunción 2009 und 2011 zwei weitere Meisterschaften. Die letzten drei Jahre seiner Karriere verbrachte Caniza ebenfalls in Paraguay und beendete 2014 beim Club Rubio Ñu seine Karriere.

## Nationalmannschaft
Caniza, der aufgrund seiner Vielseitigkeit als Abwehrspieler (sowohl links als auch zentral) eine feste Größe in der Nationalmannschaft war, absolvierte im Zeitraum von 1996 bis 2010 100 Länderspiele, bei denen er ein Tor erzielen konnte. Er gehörte den WM-Kadern von Paraguay während der Weltmeisterschaften 1998, 2002, 2006 und 2010 an. Von 1998 bis 2006 stand er in allen WM-Spielen Paraguays auf dem Platz. Nach dem Vorrunden-Aus bei der WM 2006 erklärte er zunächst nach 77 Länderspielen seinen Rücktritt aus der Nationalmannschaft, kehrte jedoch im Jahre 2007 zur nationalen Auswahl zurück. Bei der WM 2010, bei dem seine Mannschaft mit dem Viertelfinaleinzug das beste Ergebnis Paraguays bei einer Weltmeisterschaft erreichte, spielte Caniza nur noch im letzten Vorrundenspiel gegen Neuseeland. Nach zwei weiteren Freundschaftsspielen kurz nach dem Turnier beendete er seine Karriere in der Nationalmannschaft. Neben den Weltmeisterschaften nahm er 1999 und 2001 auch jeweils an der Copa América teil.
Caniza ist der erste Paraguayer, der bei vier Weltmeisterschaften zum Einsatz kam und zudem mit zwölf Spielen zusammen mit Roque Santa Cruz paraguayischer WM-Rekordspieler. Nach Carlos Gamarra war er der zweite Paraguayer mit 100 Länderspielen.

## Titel und Erfolge
- Primera División de Paraguay: 1995, 1997, 1998, 1999 mit Olimpia Asunción sowie 2009 und 2011 mit Nacional Asunción
- Teilnahme an den Weltmeisterschaften 1998, 2002, 2006 und 2010